# 莊敬
莊敬，字克诚，福建福州府闽县人，明朝政治人物、進士出身。

## 生平
景泰元年，福建庚午乡试中舉。景泰五年，登甲戌科會試中進士。